# Хауса (язык)
Ха́уса (самоназвание: Harshen / Halshen Hausa / Hausa) — крупнейший по числу носителей язык чадской семьи. Распространён в Западной Африке, широко используется как язык межэтнического общения, в особенности среди мусульман. Численность говорящих — 100 млн человек (из них для 70 млн хауса является родным, для 30 млн — вторым языком).

## Лингвогеография

### Ареал и численность
На хауса говорят в следующих странах:
- Нигерия (34 000 000 носителей, 2017)
- Нигер (5 000 000 носителей, 1998)
- Судан (489 000 носителей, 2001)
- Камерун (23 500 носителей, 1982)
- Бенин (только как второй язык)
- Буркина-Фасо (только как второй язык)
- Гана (только как второй язык)

## Письменность
С XIX века для хауса использовался модифицированный арабский алфавит, аджам. С 1930-х годов используется алфавит на основе латинского. В Нигерии литературный язык и стандарты написания слов основаны на диалекте Кано. В Нигере стандартизованный письменный язык до сих пор отсутствует.
Таблица соответствия букв (знаки для звуков /e/ и /e:/ в аджамском письме для примера даны в сочетании с буквой ت):
| Латиница | Аджам | МФА       | Латиница | Аджам | МФА       | Латиница    | Аджам | МФА       |
| -------- | ----- | --------- | -------- | ----- | --------- | ----------- | ----- | --------- |
| A a      | ـَ, ـَا | /a/, /a:/ | I i      | ـِ, ـِى | /i/, /i:/ | Sh sh       | ش     | /ʃ/       |
| B b      | ب     | /b/       | J j      | ج     | /(d)ʒ/    | T t         | ت     | /t/       |
| Ɓ ɓ      | ب, ٻ  | /ɓ/       | K k      | ك     | /k/       | Ts ts       | ط ,ڟ  | /(t)sʼ/   |
| C c      | ث     | /tʃ/      | Ƙ ƙ      | ك ,ق  | /kʼ/      | U u         | ـُ, ـُو | /u/, /u:/ |
| D d      | د     | /d/       | L l      | ل     | /l/       | W w         | و     | /w/       |
| Ɗ ɗ      | د, ط  | /ɗ/       | M m      | م     | /m/       | Y y         | ی     | /j/       |
| E e      | تٜ, تٰٜ  | /e/, /e:/ | N n      | ن     | /n/       | Ƴ ƴ (ʼY ʼy) |       | /ʔʲ/      |
| F f      | ف     | /ɸ/       | O o      | ـُ, ـُو | /o/, /o:/ | Z z         | ذ ,ز  | /z/       |
| G g      | غ     | /ɡ/       | R r      | ر     | /r/, /ɽ/  | ʼ           | ع     | /ʔ/       |
| H h      | ه     | /h/       | S s      | س     | /s/       |             |       |           |

Буква ƴ используется только в Нигере. В Нигерии вместо неё используется ʼy.

## Лингвистическая характеристика

### Фонетика и фонология

#### Гласные
Система вокализма языка хауса включает 10 гласных монофтонгов, 5 кратких и 5 долгих, а также 2 дифтонга. Гласные различаются по степени подъёма языка, по ряду, по наличию или отсутствию лабиализации:
| подъём  | ряд               | ряд               | ряд               | ряд               | ряд             | ряд             |
| подъём  | передний          | передний          | средний           | средний           | задний          | задний          |
| подъём  | нелабиализованные | нелабиализованные | нелабиализованные | нелабиализованные | лабиализованные | лабиализованные |
| подъём  | долгие            | краткие           | долгие            | краткие           | долгие          | краткие         |
| ------- | ----------------- | ----------------- | ----------------- | ----------------- | --------------- | --------------- |
| верхний | i:                | i                 |                   |                   | u:              | u               |
| средний | e:                | e                 |                   |                   | o:              | o               |
| нижний  |                   |                   | a:                | a                 |                 |                 |

#### Согласные
Существуют ряды имплозивных и эйективных согласных.

#### Просодия
В хауса выделяется три тона: низкий, высокий и нисходящий.

### Морфология
Среди типичных для афразийских языков черт в морфологии отмечаются внутренняя флексия и префиксальное спряжение.

#### Словообразование
К основным типам словообразования в языке хауса относят префиксацию, суффиксацию, словосложение и редупликацию.
- Наиболее продуктивными приставками в хауса являются ba-, ma-, mai, ɗan, maras. При помощи префиксации образуются производные существительные, прилагательные, числительные и местоимения. Приставки чаще всего являются показателями определённых семантических групп[4].
- Приставки ba- и ma- присоединяются к основе слова. Приставка ba- образует существительные со значением этнической принадлежности, имени происхождения, рода деятельности и т. п.: Balarabe «араб», Balaraba «арабка» — Larabawa «арабы» (вместе с приставкой ba- в словообразовании в этом случае участвуют суффиксы мужского рода -e и женского рода -a)[4].
- Приставка ma- образует существительные со значением имени деятеля, орудия, места и т. п.: marubuci «писатель», magirbi «мотыга», mataki «лестница» (с добавлением в данном случае суффикса мужского рода единственного числа -i)[4].
- Приставки mai, ɗan, maras присоединяются к полной форме слова, они несут на себе грамматические показатели числа и рода. Приставка mai, как правило, передаёт значения «обладающий, имеющий, связанный с чем-либо»: mai sayarwa «продавец»; mai faɗi «широкий»; masu mota «владельцы машины» (masu — форма множественного числа)[4].
- Приставка maras выражает «отрицание качества»: mai ruwa «заполненный водой» — maras ruwa «безводный» (marashiya ruwa «безводная» — форма женского рода; marasa ruwa «безводные» — форма множественного числа)[4].
- Приставка ɗan передаёт значения имени происхождения и имени профессии, занятия: ɗan Rasha «русский» (ʼyar Rasha «русская» — форма женского рода; ʼyan Rasha «русские» — форма множественного числа); ɗan wasa «спортсмен» (ʼyar wasa «спортсменка»; ʼyan wasa «спортсмены»)[4].
- К менее продуктивным приставкам относятся na- (nagari «хороший»; na shidda «шестой»; naka «твой»); abin (abin ciki «внутренности») и другие[4].
- К продуктивным суффиксам в языке хауса относятся awa-, ci-, ta-[4].